# Atletica leggera ai Giochi della XVII Olimpiade - Marcia 20 km

Video della gara (commento di Paolo Rosi, in B/N)

La competizione della marcia 20 km di atletica leggera ai Giochi della XVII Olimpiade si è disputata il giorno 2 settembre 1960 a Roma.

## Finale
| Pos.    | Atleta                | Età | Nazione          | Tempo     |
| ------- | --------------------- | --- | ---------------- | --------- |
| Oro     | Vladimir Golubničij   | 24  | Unione Sovietica | 1:34'07"2 |
| Argento | Noel Freeman          | 21  | Australia        | 1:34'16"4 |
| Bronzo  | Stan Vickers          | 28  | Gran Bretagna    | 1:34'56"4 |
| 4       | Dieter Lindner        | 23  | Germania         | 1:35'33"8 |
| 5       | Norman Read           | 29  | Nuova Zelanda    | 1:36'59"0 |
| 6       | Lennart Back          | 27  | Svezia           | 1:37'17"0 |
| 7       | John Ljunggren        | 40  | Svezia           | 1:37'59"0 |
| 8       | Ladislav Moc          | 28  | Cecoslovacchia   | 1:38'32"4 |
| 9       | Alex Oakley           | 34  | Canada           | 1:38'46"0 |
| 10      | Eric Hall             | 27  | Gran Bretagna    | 1:38'54"0 |
| 11      | Ronald Crawford       | 24  | Australia        | 1:39'16"2 |
| 12      | Henri Delerue         | 20  | Francia          | 1:39'37"6 |
| 13      | George Hazle          | 35  | Sudafrica        | 1:40'16"2 |
| 14      | Lennart Carlsson      | 27  | Svezia           | 1:40;25"0 |
| 15      | Tommy Kristensen      | 20  | Danimarca        | 1:41'07"6 |
| 16      | Johannes Koch         | 25  | Germania         | 1:41'53"4 |
| 17      | Louis Marquis         | 30  | Svizzera         | 1:41'59"6 |
| 18      | Charel Sowa           | 27  | Lussemburgo      | 1:42'43"8 |
| 19      | Ronald Zinn           | 21  | Stati Uniti      | 1:42'47"0 |
| 20      | Zora Singh            | 31  | India            | 1:43'19"8 |
| 21      | Stefano Serchinich    | 30  | Italia           | 1:43'58"6 |
| 22      | Luigi De Rosso        | 25  | Italia           | 1:45'04"2 |
| 23      | RRobert Franklin Mimm | 35  | Stati Uniti      | 1:45'09"0 |
| 24      | Rudolph Haluza        | 29  | Stati Uniti      | 1:45'11"0 |
| 25      | Leo Rosschou Larsen   | 31  | Danimarca        | 1:46'35"8 |
| 26      | Gianni Corsaro        | 35  | Italia           | 1:46'47"2 |
| 27      | Khalifa Bahrouni      | 23  | Tunisia          | 1:47'09"6 |
| 28      | Naoui Zlassi          | 30  | Tunisia          | 1:55'21"0 |
| -       | Ajit Singh            | 23  | India            | Squal.    |
| -       | Anatolij Vedjakov     | 29  | Unione Sovietica | Squal.    |
| -       | Mohamed Ben Lazhar    | 31  | Tunisia          | Squal.    |
| -       | Gabriel Reymond       | 37  | Svizzera         | Squal.    |
| -       | Gennady Solodov       | 25  | Unione Sovietica | Squal.    |
| -       | Siegfried Lefanczik   | 30  | Germania         | Squal.    |
| -       | Tibor Balajcza        | 23  | Ungheria         | Squal.    |
| -       | Kenneth Matthews      | 26  | Gran Bretagna    | Rit.      |